# Józef Kowner
Józef Kowner, właściwe Zelman Gotlib (ur. 1 grudnia 1895 w Kijowie, Imperium Rosyjskie, zm. 1967 w Kalmarze, Szwecja) – polsko-szwedzki malarz i rysownik pochodzenia żydowskiego.

## Życiorys
Syn nauczyciela gimnazjalnego Szebsela Kownera i Zlaty z domu Szewelew. Rodzice wraz z synem zamieszkali w Łodzi dwa lata po jego urodzeniu.
Józef (Zelman) Kowner studia artystyczne rozpoczął w 1912, po roku je przerwał. W 1917 wyjechał do Düsseldorfu, gdzie przez rok studiował. Następnie przez rok przebywał w Paryżu, a w 1919 powrócił do Łodzi. Debiutował w 1928 podczas wystawy w łódzkiej Miejskiej Galerii Sztuki, następnie wystawiał swoje prace w 1932, 1937 i 1939 m.in. w łódzkiej galerii Instytutu Propagandy Sztuki w parku im. H. Sienkiewicza i na wystawach organizowanych przez Żydowskie Towarzystwo Krzewienia Sztuk Pięknych, które miały miejsce w Łodzi, Warszawie, Krakowie i Lwowie.
Od 1929 należał do Grupy Artystycznej „Start”, był też członkiem „Sztuki” oraz zespołu redakcyjnego czasopisma Związku Zawodowego Polskich Artystów Plastyków w Łodzi „Forma”.
Po wybuchu II wojny światowej został uwięziony w łódzkim getcie, w którym tworzył akwarele przedstawiające życie i pracę tamże. Był jednym z niewielu artystów, którzy otrzymali wsparcie finansowe Przełożonego Starszeństwa Żydów w Łodzi – Chaima Rumkowskiego, na co dzień pracował jednak w fabryce dywanów. W sierpniu 1944, podczas likwidacji getta, został wraz z innymi jego więźniami wywieziony do obozu koncentracyjnego Auschwitz-Birkenau. Z zagłady ocalał tylko on i bratanek Leon, który następnie zamieszkał w Izraelu.
Po wyzwoleniu obozu, w ramach szwedzkiej akcji rekonwalescencji byłych więźniów obozów koncentracyjnych, został przetransportowany do Szwecji, gdzie po jej zakończeniu podjął pracę jako nauczyciel malarstwa. W 1952 otrzymał obywatelstwo szwedzkie. Wystawiał swoje prace na wystawach indywidualnych w Kalmarze, Oskarshamn, w galerii sztuki Louisa Hahnesa i galerii sztuki współczesnej w Sztokholmie oraz na wielu wystawach zbiorowych.

## Twórczość
Dorobek Józefa Kownera obejmuje portrety, pejzaże, motywy marynistyczne, martwe natury i kompozycje symboliczne, a także obrazy architektoniczne z Łodzi tworzone w technice olejnej lub akwareli. Twórczość Kownera znajduje się w zbiorach Muzeum Miasta Łodzi, Muzeum Sztuki w Łodzi, Muzeum Wileńskiego, Muzeum Sztuki Nowoczesnej w Sztokholmie i Muzeum Sztuki w Kalmar.